# Joan Riviere
Joan Hodgson Rivière (28 de junio de 1883 – 20 de mayo de 1962) fue una psicoanalista inglesa que realizó las primeras traducciones de Freud al inglés y destacada como autora de trabajos propios.

## Vida y carrera
Nació con el nombre de Joan Hodgson Verral en Brighton en el hogar de Hugh John Verrall, abogado, y de Ann Hodgson, hija de un vicario. A los 17 años, y tras su educación en Brighton y el colegio Wycombe Abbey, se fue a vivir a Gotha, Alemania, donde alcanzó la competencia en lengua alemana. Se interesó por el arte y durante un tiempo trabajó como costurera de la corte.
Rivière se casó con Evelyn Rivière, abogado hijo del artista Briton Rivière, en 1907. En 1908, dio a luz a su única hija, Diana, pero sufrió una crisis nerviosa a raíz de la muerte de su padre, acontecida alrededor de esa fecha. Luego desarrolló un fuerte interés por la reforma del divorcio, así como por el movimiento sufragista. Su tío, el académico británico Arthur Woollgar Verrall, organizaba reuniones de la Sociedad para la Investigación Psíquica y allí fue donde Rivière descubrió la obra de Sigmund Freud y Ernest Jones, lo que estimuló su interés por el psicoanálisis. En 1916, comenzó una terapia psicoanalítica con este último a causa de sus trastornos emocionales, por lo que permaneció internada en un sanatorio entre 1916 y 1917. Jones quedó impresionado por la comprensión que mostraba su paciente sobre los principios y procesos del psicoanálisis y para 1919, Rivière se había convertido en miembro fundador de la Sociedad Británica de Psicoanálisis, donde conoció a Melanie Klein. Fue jefa de traducción de la revista International Journal of Psychoanalysis desde su origen en 1920 hasta 1937. En 1921, trabajó con Freud y su hija Anna Freud, Ernest Jones, James Strachey y Alix Strachey en la elaboración de un glosario y en la traducción de los trabajos de Freud al inglés. Además, supervisó la traducción y edición de los volúmenes I, II y IV de Collected Papers y es discutiblemente la mejor traductora de los trabajos freudianos. Mientras tanto, su análisis personal con Jones se había vuelto difícil y cuando el mismo se estancó, éste la envió a Freud para continuar con el psicoanálisis en Viena en 1922.
Al regresar a Londres, Rivière se comprometió activamente en el trabajo de la Sociedad Británica de Psicoanálisis. Volvió a encontrarse con Klein en Salzburgo en 1924 y se convirtió en defensora de las ideas de Klein y en 1924 fue asistente de Sylvia Payne, pionera de la psicología en el Reino Unido, durante su conferencia en Oxford. En 1930 comenzó su entrenamiento como analista para luego convertirse en terapeuta de la escritora Susan Isaacs y los psicólogos John Bowlby y Donald Winnicott, supervisando además a Hanna Segal, Herbert Rosenfeld y al teórico francés Henri Rey, quienes "rindieron tributo a su originalidad, intelecto, sensibilidad y cultura, así como a su afilada lengua y contundencia". James Strachey la consideró una persona formidable.
Aparte de traducir la obra freudiana, Rivière publicó varios trabajos fundamentales propios. En 1929 publicó Womanliness as a mascarade (La feminidad como mascarada), trabajo en el que explora el desarrollo sexual de las mujeres intelectuales en particular, donde la feminidad es una máscara defensiva que se usa para esconder la masculinidad. En 1932, publica Jealousy as a mechanism of defence (Los celos como mecanismo de defensa) donde plantea a los celos como una defensa contra la envidia originada por la "escena primal", es decir, la primera escena de sexo real o imaginada protagonizada por los padres propios. En 1936, Rivière incorpora la investigación de Melanie Klein sobre la depresión en su obra A contribution to the analysis of the negative therapeutic reaction (Una contribución al análisis de la reacción negativa a la terapia). Ese mismo año, Rivière integra las teorías de Klein al contexto del trabajo de Freud en The genesis of psychic conflict in earliest infancy (La génesis del conflicto psíquico en la infancia temprana), en ocasión del octogésimo aniversario del nacimiento de Freud.
De 1942 a 1944, Rivière tomó un papel muy activo en las "Controversias" de Anna Freud y Melanie Klein, del lado de esta última, pero en la década de 1950, se distanció del círculo de discípulos que rodeaba a Klein.
Joan Rivière falleció en Londres en 1962.

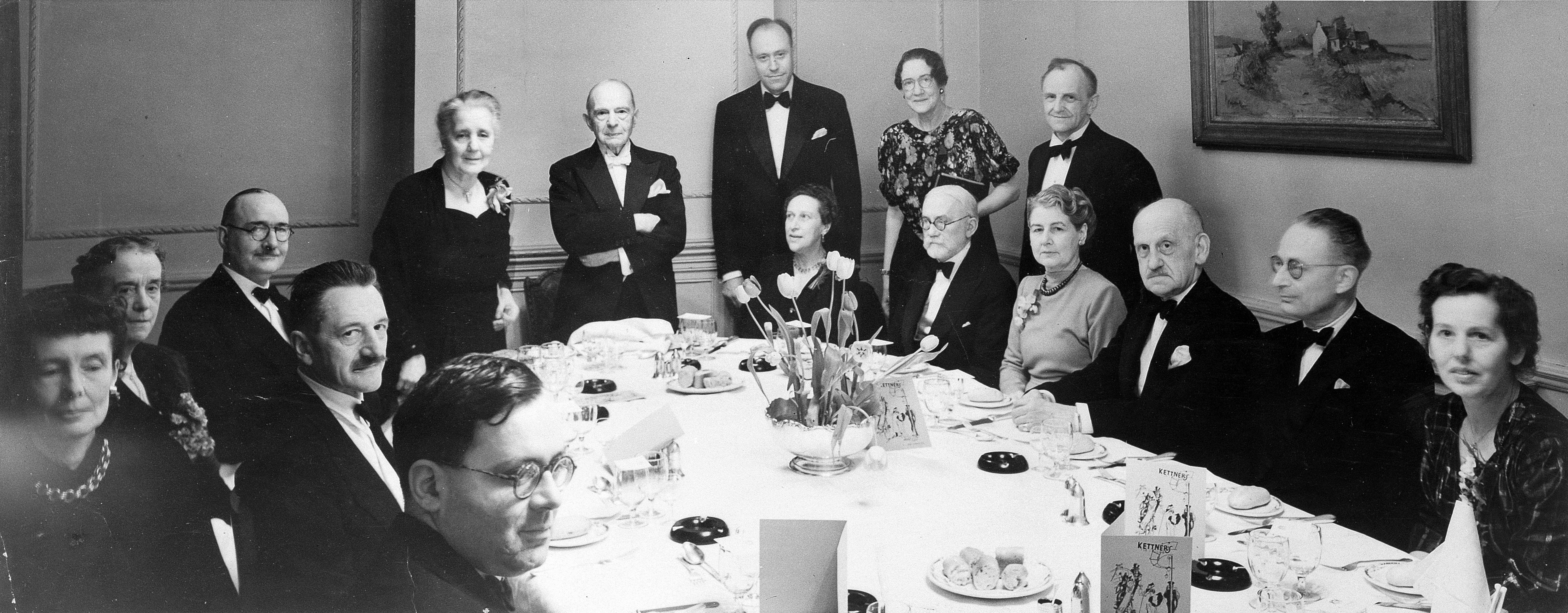
Cena celebrando el 70.º cumpleaños de Melanie Klein. Joan de pie, 2ª a la der.

## Obras fundamentales
Su artículo On the Genesis of Psychical Conflict in Early Infancy (Sobre el origen del conflicto psíquico en la primera infancia) se ha descrito como «el resumen más claro y más bellamente expresado en su época de la teoría kleiniana». Por lo general, «Rivière presenta las teorías de Klein de forma más accesible y elegante que los propios artículos de ésta, más densos, y es probable que la haya ayudado a expresarse más efectivamente en inglés».
En Jealousy as a Mechanism of Defence (1932), Rivière se dispone, impulsada por la visión kleiniana, a trazar el mapa de un terreno sumamente original, vinculando a los celos patológicos con la envidia de la escena primal, unos veinticinco años antes que Melanie Klein».
Su explicación de la feminidad como una máscara fue tomada por Lacan como parte de su exploración de lo imaginario y lo simbólico: «un término que no he introducido yo sino una psicoanalista, quien lo ha señalado de la actitud sexual femenina: el término "mascarada"». Posteriormente, la misma mirada de la feminidad como una representación «ha sido adoptada para una variedad de versiones desnaturalizadas y deconstructivas del género como representación (muy influyentemente en la teoría feminista y la teoría cinematográfica de fines del s. XX)».
Su trabajo Contribution to the Analysis of the Negative Therapeutic Reaction (Contribución al análisis de la reacción terapéutica negativa) «está ampliamente considerada como su contribución más importante a la teoría psicoanalítica», construida por cierto de su propia experiencia personal y que «se valió de sus experiencias dolorosas unidas su análisis de ellas realizado con Jones y Freud». Originalmente, Freud había formulado el concepto de reacción terapéutica negativa, mayoritariamente a partir de su experiencia de analizar a Rivière: «Ella no tolera elogio, júbilo o éxito alguno... cada vez que el éxito se alce amenazante, seguramente se volverá desagradable y agresiva, y le perderá el respeto a su analista» Desde su punto de vista, tales pacientes se caracterizaban «por lo que podría definirse como una "moral" de facto, un sentido de culpa que encuentra su satisfacción en la enfermedad y se rehúsa a abandonar el castigo o el sufrimiento».